# Galoisutvidgning
Inom matematiken är en Galoisutvidgning en algebraisk kroppsutvidgning E/F som är normal och separabel. Galoisutvidgningar är viktiga eftersom en sådan utvidgning har en Galoisgrupp och uppfyller Galoisteorins fundamentalsats.

## Karakteriseringar av Galoisutvidgningar
En viktig sats av Emil Artin säger att för en ändlig utvidgning E/F är följande tre villkor ekvivalenta med att E/F är en Galoisutvidgning:
- E/F är en normal och separabel utvidgning.
- E är en splittringskropp för ett separabelt polynom med koefficienter i F.
- [E:F] = |Aut(E/F)|; med andra ord är graden av kroppsutvidgningen lika med ordningen av automorfigruppen av E/F.